# Hans Judenkönig

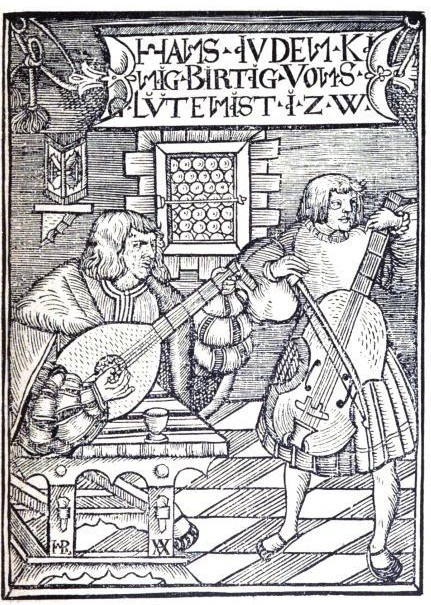

Hans Judenkönig - ook Judenkunig, Judenkünig - (Schwäbisch Gmünd, omstreeks 1450 - Wenen, 4 maart 1526) was een luitspeler en een van de meeste vooraanstaande instrumentalisten van de Renaissance.
De in de omgeving van de Universiteit van Wenen werkende luitspeler werd vooral bekend door twee ruim verspreide leerboeken tot zelfonderricht in het luitspel voor leken.
Misschien is de achternaam, die van 1420 tot 1477 in de archieven van Gmünd staat opgetekend en die voorkomt bij ambachtslui, afkomstig van de rol van "jodenkoning" bij het Paasspel.

## Werken
- Utilis et compendiaria introductio, qua ut fundamento iacto quam facillime musicum exercitium, instrumentorum et lutine, et quod vulgo Geygen nominant, addiscitur Wenen, ca. 1515/1519
- Ain schone kunstliche Underweisung in disem Büechlein, leychtlich zu begreyffen den rechten Grund zu lernen auff der Lautten und Geygen Wenen, 1523